# Uhlířská Lhota
Uhlířská Lhota är en ort i Tjeckien.   Den ligger i regionen Mellersta Böhmen, i den centrala delen av landet, 70 km öster om huvudstaden Prag. Uhlířská Lhota ligger 243 meter över havet och antalet invånare är 358.
Terrängen runt Uhlířská Lhota är platt. Runt Uhlířská Lhota är det ganska glesbefolkat, med 31 invånare per kvadratkilometer. Närmaste större samhälle är Kolín, 14,7 km väster om Uhlířská Lhota. Omgivningarna runt Uhlířská Lhota är en mosaik av jordbruksmark och naturlig växtlighet.